# Свиридовичский сельсовет
Свиридовичский сельсовет — упразднённая административная единица на территории Речицкого района Гомельской области Белоруссии.

## История
После второго укрупнения БССР с 8 декабря 1926 года сельсовет в составе Речицкого района Речицкого округа БССР. С 9 июня 1927 года в составе Гомельского округа. 30 декабря 1927 года сельсовет укрупнен, в его состав вошла территория упраздненных Адамовского и Яновско-Гостивельского сельсоветов.
После упразднения окружной системы 26 июля 1930 года в Речицком районе БССР. С 20 февраля 1938 года в составе Гомельской области.
В состав Свиридовичского сельсовета входили до середины 1930-х годов хуторы Барсук, Вербицкого, Рапека, Пархоменко, посёлки Красный Борец, Новый Ипполит, Петриков, до середины 1940-х годов — Красногорье, до 1950-х годов — Гай, Заводное, до 1974 года — Тешев, до 1977 года — Чёрная Земля, до 1981 года — Весна, до 1989 года — Зорка, до 1992 года — Берёза, до 1995 года — Волга, Городище, Зорка (в настоящее время не существуют).
2 апреля 1959 года в состав сельсовета из Ровенско-Слободского сельсовета переданы 3 населённых пункта (Калинин, Подровное и Ямполь).
29 августа 1974 года упразднен посёлок Тешев.
До 1986 года существовал посёлок Зорька.
26 сентября 2006 года Свиридовичский сельсовет упразднен, территория присоединена к Заспенскому сельсовету. На момент упразднения в состав сельсовета входили 18 населенных пунктов: деревни Гостивель, Казановка, Свиридовичи, Ямполь, Яновка, посёлки Орёл, Берёза, Восток, Вишнёвка, Волга, Остров, Весёлый, Залесье, Калинин, Красноселье, Лобки, Подровное и Сокол.

## Состав
Свиридовичский сельсовет включал 18 населённых пунктов:
- Берёза — посёлок.
- Весёлый — посёлок.
- Вишнёвка — посёлок.
- Волга — посёлок.
- Восток — посёлок.
- Гостивель — деревня.
- Залесье — посёлок.
- Казановка — деревня.
- Калинин — посёлок.
- Красноселье — посёлок.
- Лобки — посёлок.
- Орёл — посёлок.
- Остров — посёлок.
- Подровное — посёлок.
- Свиридовичи — деревня.
- Сокол — посёлок.
- Ямполь — деревня.
- Яновка — деревня.

Упразднённые населённые пункты:
- Тешев — посёлок[3].